# Buslätt
Buslätt är en småort i Forshälla socken i Uddevalla kommun i Västra Götalands län.